# فهد عبدالرحمن (بازیکن فوتبال قطر)
فهد عبدالرحمن (انگلیسی: Fahad Al-Abdulrahman؛ زادهٔ ۶ آوریل ۱۹۹۵) بازیکن فوتبال اهل قطر است.

## تیم ملی
وی همچنین در تیم ملی فوتبال زیر ۲۳ سال قطر بازی کرده است.